# Regina Harzer
Regina Harzer (* 1958 in Frankfurt am Main) ist eine deutsche Rechtswissenschaftlerin.

## Leben
Nach dem Studium der Germanistik, Philosophie, Soziologie, Sport und Rechtswissenschaften in Frankfurt am Main war sie von 1989 bis 1998 wissenschaftliche Mitarbeiterin am „Institut für Kriminalwissenschaften und Rechtsphilosophie“ der Goethe-Universität. Nach der Promotion 1994 und der Habilitation 1998 lehrt sie seit 1998 als Professorin für Strafrecht, Strafprozessrecht und Rechtsphilosophie an der Universität Bielefeld.

## Schriften (Auswahl)
- Der Naturzustand als Denkfigur moderner praktischer Vernunft. Zugleich ein Beitrag zur Staats- und Rechtsphilosophie von Hobbes und Kant. Frankfurt am Main 1994, ISBN 3-631-46693-5.
- Die Revisionsbegründung „zu Protokoll der Geschäftsstelle“ (§ 345 Abs. 2 StPO). Ein gesetzlich geregelter Fall prozessualer Hilfeleistung. Heidelberg 1995, ISBN 3-8114-7695-5.
- Die tatbestandsmäßige Situation der unterlassenen Hilfeleistung gemäß § 323c StGB. Ein Beitrag zu einer Theorie des besonderen Teils des Strafrechts. Frankfurt am Main 1999, ISBN 3-465-02997-6.
- mit Wolfgang Naucke: Rechtsphilosophische Grundbegriffe. Neuwied 2005, ISBN 3-472-06322-X.